# アンドリー・シビハ
アンドリー・イワノビッチ・シビハ(ウクライナ語: Сибіга Андрій Іванович)は、ウクライナの外交官、政治家。2024年9月5日より、ウクライナ外務大臣を務める。

## 経歴
1975年1月1日にテルノーピリ州ズボロフで生まれた。父親は弁護士のイヴァン・シビハ、弟は同じくウクライナの外交官のイホール・シビハ。
1997年、リヴィウ大学を卒業した。 英語とポーランド語に堪能。
2016年8月23日、駐トルコウクライナ特命全権大使に任命された。
2021年5月19日、駐トルコウクライナ大使を解任された。
2021年5月31日、ウクライナ大統領府副長官に任命。2024年4月12日まで同職を務めた。
2024年4月12日、ウクライナ第一外務次官に就任。
2024年9月5日、ウクライナ外務大臣に任命された。
2025年7月17日、スヴィリデンコ内閣でも外務大臣に再任された。

## 階級
特命全権大使 - 2017年12月22日

## 栄典
2等功績勲章 - 2021年12月22日
3等功績勲章 - 2020年8月21日